# Джонсон, Рита
Рита Джонсон (англ. Rita Johnson), имя при рождении Рита Макшин (англ. Rita McSean; 13 августа 1913 года — 31 октября 1965 года) — американская актриса, более всего известная своими ролями в фильмах 1940-х годов.
Джонсон начинала как пианистка и радиоактриса, в 1937 году стала работать на Бродвее, и в том же году начала сниматься в Голливуде.
Джонсон была «чрезвычайно разносторонней актрисой, которая в 1940-е годы могла сыграть практически любую роль, подходящую для актрисы с высоким уровнем красоты и интеллекта». Джонсон была идеальным кандидатом на вторые женские роли (либо подруги, либо соперницы главной героини).
Лучшими фильмами с участием Риты Джонсон были биопик «Эдисон» (1940), фэнтези-мелодрама «А вот и мистер Джордан» (1941), романтическая комедия «Майор и малютка» (1942), криминальная комедия «Беспутные девяностые» (1945), а также фильмы нуар «Мне не поверят» (1947), «Большие часы» (1948) и «Спи, моя любовь» (1948).
Карьера Джонсон практически закончилась в 1948 году, после того, как она получила тяжёлую травму, по официальной версии, в результате падения фена на голову. Ей была сделана нейрохирургическая операция, после чего она год не могла работать, а затем играла только небольшие роли.

## Ранние годы
Рита Джонсон родилась 13 августа 1913 года в Вустере, штат Массачусетс.
Чтобы свести концы с концами, Рита работала официанткой в закусочной своей матери и продавала хотдоги на автотрассе Бостон-Вустер.
Позднее она училась в Консерватории Новой Англии, а летом играла в театральных постановках.

## Карьера на радио и в театре
В 1935 году приехала в Нью-Йорк, рассчитывая стать актрисой. «Она начала свою карьеру на радио, и в 1936 году, уже играла в 10 радиошоу в неделю — в основном, халтурных сериалах и мыльных операх».
В 1937 году она сыграла в бродвейском спектакле «Фултон из Оук-фоллз», который выдержал 37 представлений.

## Кинокарьера (1937—1948)

### Начало карьеры (1937—1940)
В 1937 году компания «Метро-Голдвин-Майер» перевезла Джонсон в Калифорнию, после того, как умерла актриса Джин Харлоу, которая в тот момент снималась в фильме «Саратога». Чтобы заменить Харлоу в недоснятых сценах, Джонсон проходила экранные пробы в паре с Кларком Гейблом. Однако студия не взяла её на роль, посчитав, что у Джонсон «слишком высокий лоб и слишком большой рот».
После неудачи на пробах Джонсон «безошибочно сыграла в нескольких фильмах категории В». Первыми заметными картинами Джонсон стали романтическая комедия Нормана Таурога «Девушка на нижнем этаже» (1938) с Франческой Гааль и Франшо Тоуном, комедия Джона М. Стала из бродвейской жизни «Рекомендательное письмо» (1938) с Адольфом Менжу и Андреа Лидс, музыкально-романтическая комедия «Гонолулу» (1939) с Элинор Пауэлл и Робертом Янгом и мелодрама «Сильнее желания» (1939) с Вирджинией Брюс и Уолтером Пиджоном. В этих фильмах Джонсон играла вторые роли, более заметную роль она сыграла в мелодраме «Сорок маленьких мам» (1940) об одиноком учителе в закрытой школе для девочек (Эдди Кантор), который сначала спасает её героиню от самоубийства, а затем берёт на воспитание брошенного ей ребёнка.
Первой по-настоящему крупной работой Джонсон в кино стала биографическая драма «Эдисон» (1940) со Спенсером Трейси в роли знаменитого учёного и изобретателя. Она сыграла роль жены Эдисона, которая прошла с ним через всю жизнь. Кинокритик Мэтт Вейнсток посчитал, что фильм был «очередным второсортным биопиком 1940-х годов», однако оценил игру Джонсон как «удивительно современную. Когда Трейси делает ей предложение с помощью азбуки Морзе, вместо того, чтобы визжать и кричать, она лишь отворачивается в немом недоверии». Как отметил кинокритик Хэл Эриксон, даже «исполняя роли стандартных героинь в таких фильмах, как „Эдисон“ (1940) и „Мой друг Флика“ (1943), Джонсон привнесла в эти роли больше тепла и человечности, чем это было в заложено в сценариях».

### Роли в комедиях (1940—1948)
Джонсон дважды сыграла в двух непритязательных комедиях из серии о похождениях актрисы варьете Мэйси Рэвьер (её роль играет Энн Сотерн) — «Мэйси в Конго» (1940) и «Мэйси была леди» (1941), а также в романтической комедии «Любовное свидание» (1941) с Шарлем Буайе и Маргарет Саллаван, где она сыграла роль актрисы и бывшей подружки киносценариста, которая пытется получить роль в его новом фильме.
Вскоре последовали более значимые роли. В частности, Джонсон «придала блестящую утончённость ролям дьяволиц» в комедийной фэнтези-мелодраме «А вот и мистер Джордан» (1941) и в романтической комедии Билли Уайлдера «Майор и малютка» (1942). В «А вот и мистер Джордан» (1941) «она была убедительна как высокомерная жена-убийца», а в «Майор и малютка» (1942) — «как „коварная невеста“ и шипящая „другая женщина“».
Фильм «А вот и мистер Джордан» (1940) рассказывает историю боксёра, саксофониста и любителя пилотировать собственный самолёт (Роберт Монтгомери), который гибнет в авиакатастрофе, однако небеса в лице мистера Джордана (Клод Рейнс) не принимают его и отправляют обратно на землю. Он оказывается в теле крупного бизнесмена, которого как раз в тот момент отравила и топит в ванне его жена (Рита Джонсон) вместе со своим любовником, а позднее — когда новый «муж» влюбляется в другую женщину (Эвелин Кейс) и начинает по-своему распоряжаться деньгами и имуществом — героиня Джонсон убивает его ещё раз.
Кинокритик Мэтт Вейнсток отметил, что «в фильмах с такими звёздами, как Джинджер Роджерс, Клодетт Кольбер и Джоан Фонтейн, главной задачей Риты было подчёркивать гипнотическую странность этих звёзд. Однако, в то время, как игра многих этих звёзд смотрится сегодня старомодно по причине неуместного переигрывания, работа Джонсон никогда не вызывает неловкости». Так, в романтической комедии Билли Уайлдера «Майор и малютка» (1942) с Рэем Милландом в роли майора и Джинджер Роджерс в роли девушки, выдающей себя за подростка, Джонсон сыграла роль невесты майора и дочери его непосредственного начальника.
Джонсон сыграла роль хозяйки фермы в Вайоминге, которая вместе с мужем даёт своему 10-летнему сыну на воспитание кобылу в семейной мелодраме «Мой друг Флика» (1943), за которой последовал сиквел «Грозовая туча, сын Флики» (1945). Она также исполнила небольшие роли в криминальной комедии «Беспутные девяностые» (1945) с участием Бада Эббота и Лу Костелло, комедии «Интриги Сьюзен» (1945) с участием Джоан Фонтейн, Джоджа Брента и Денниса О’Кифа, где Джонсон сыграла роль коварной актрисы, которая пытается добиться расположения бродвейского продюсера. Она также сыграла в комедиях «Простите моё прошлое» (1945) с Фредом МакМюрреем, «Идеальный брак» (1947) Льюиса Аллена с Лореттой Янг и Дэвидом Найвеном, и «Семейный медовый месяц» (1948) с Фредом МакМюрреем в роли профессора ботаники, который женится на вдове с тремя детьми (Клодетт Кольбер). В этом фильме Джонсон играет роль бывшей подружки героя, которая с помощью интриг рассчитывает его вернуть.

### Роли в фильмах нуар (1947—1948)
В фильме нуар Ирвинга Пичела «Мне не поверят» (1947) Джонсон сыграла роль богатой женщины Гретты, муж которой (Роберт Янг) живёт за её счёт, при этом изменяя ей сначала с журналисткой (Джейн Грир), а затем со своей подчинённой (Сьюзен Хэйворд). Гретта пытается удерживать мужа при себе с помощью денег, однако когда это не удаётся, кончает жизнь самоубийством, бросившись со скалы. Как написал критик Хэл Эриксон, «было просто преступлением не дать Джонсон Оскар за изумительное исполнение роли обречённой жены аморального Роберта Янга».
Фильм нуар Дугласа Сёрка «Спи, моя любовь» (1947) рассказывает о богатой светской даме (Клодетт Кольбер), муж которой (Дон Амичи) пытается довести её до сумасшествия, а затем завладеть её имуществом. Джонсон в этом фильме сыграла небольшую роль подруги главной героини, создав, по словам Вейнстока, «восхитительно трогательный образ простушки из Новой Англии».
Одной из самых значимых картин в карьере Джонсон стал фильм нуар Джона Фэрроу «Большие часы» (1948), действие которого вращается вокруг крупного нью-йоркского новостного издательства. Джонсон играет небольшую, но значимую роль фотомодели и любовницы владельца издательства Дженота (Чарльз Лоутон), которая сначала предлагает ведущему журналисту издательства (Рэй Милланд) компромат на Дженота, а затем отправляется с журналистом в ночной загул. Когда она возвращается домой, Дженот в припадке ревности убивает её настольными часами, что даёт старт увлекательной детективной интриге картины.

## Травма головы и последующая карьера (1948—1957)
6 сентября 1948 года с Джонсон произошёл несчастный случай, практически перечеркнувший её дальнейшую карьеру в кино. Вечером к ней домой приехала подруга, чтобы отправиться вместе с ней на вечеринку. Джонсон встретила её, держась за голову и утверждая, что получила травму от удара упавшим феном. Через три дня ей пришлось сделать нейрохирургическую операцию по удалению сгустка крови, давившего на мозг, после чего она две недели пробыла в коме. Ввиду того, что у Джонсон были обнаружены синяки на лице и на различных частях тела, выдвигались версии, что, возможно, актриса, была избита. По неподтверждённым слухам, у неё был роман с гангстером, который её бил, по другой версии её мог избить актёр Бродерик Кроуфорд, с которым у неё был роман в 1930-е годы. Однако «детективы, изучившие травмы актрисы пришли к заключению, что травмы были получены в результате несчастного случая». Ещё более года она не снималась в кино, однако полностью восстановиться ей так и не удалось.
Джонсон вернулась в кино с мелодрамой «Второе лицо» (1952), где сыграла роль сотрудницы шикарного магазина мод в Лос-Анджелесе и подруги главной героини (Элла Рейнс). Рейнс предстала в образе талантливого дизайнера одежды, у которой из-за внешней непривлекательности не складывается карьера и личная жизнь до тех пор, пока она не попадает в автоаварию.
«Экранное время Джонсон стало крайне ограниченным, соответствуя её значительно сократившейся подвижности и способности к концентрации», она была переведена на эпизодические роли медсестёр и психиатров. В частности, она сыграла незначительную роль психиатра в романтической комедии «Здесь спала Сьюзен» (1954) с Диком Пауэллом и Дебби Рейнольдс, а затем — роль старшей медсестры в драме о работе и личной жизни врачей «Больница скорой помощи» (1956). Рита прекратила играть в 1957 году после исполнения небольшой роли домохозяйки, которая удочеряет сироту, в драме о жизни в небольшом городке на Диком Западе «Отдать всё, что у меня есть» (1957).

## Личная жизнь, болезнь и смерть
Джонсон была замужем дважды — в 1940—1943 годах и в 1943—1946 годах, детей у неё не было.
После несчастного случая в 1948 году Рита стала сильно пить. После смерти было установлено, что алкоголизм вызвал у неё заболевание печени и воспаление головного мозга.
Рита Джонсон умерла 31 октября 1965 года от кровоизлияния в мозг в больнице Лос-Анджелеса, ей было 52 года.

## Фильмография
- 1937 — Лондон ночью / London by Night — Патриция Херрик
- 1937 — Дорогая мисс Олдрич / My Dear Miss Aldrich — Эллен Уорфилд
- 1938 — Человек-доказательство / Man-Proof — Флоренс (сцены удалены)
- 1938 — Рекомендательное письмо / Letter of Introduction — Хани
- 1938 — Разгром рэкета / Smashing the Rackets — Летти Лейн
- 1938 — Богач, бедняжка / Rich Man, Poor Girl — Сэлли Харрисон
- 1938 — Девушка с нижнего этажа / The Girl Downstairs — Розалинд Браун
- 1939 — Гонолулу / Honolulu — Сисилия Грэйсон
- 1939 — В рамках закона / Within the Law — Агнес
- 1939 — Бродвейская серенада / Broadway Serenade — Джудит Тиррелл
- 1939 — 6000 врагов / 6,000 Enemies — Энн Берри
- 1939 — Сильнее желания / Stronger Than Desire — Барбара Винтер
- 1939 — Они все выходят / They All Come Out — Китти
- 1939 — Неподражаемый сыщик Ник Картер / Nick Carter, Master Detective — Лу Фарнсби
- 1940 — Мэйси в Конго / Congo Maisie — Кэй МакУэйд
- 1940 — Сорок маленьких мам / Forty Little Mothers — Мэриэн Эдвардс
- 1940 — Эдисон / Edison, the Man — Мери Стилвелл
- 1940 — Золотое руно / The Golden Fleecing — Мери Блейк
- 1941 — Мэйси была леди / Maisie Was a Lady
- 1941 — А вот и мистер Джордан / Here Comes Mr. Jordan — Джулия Фарнсворт
- 1941 — Любовное свидание / Appointment for Love — Нэнси Бенсон
- 1942 — Майор и малютка / The Major and the Minor — Памела Хилл
- 1943 — Мой друг Флика / My Friend Flicka — Нелл МакЛафлин
- 1945 — Грозовая туча — сын Флики / Thunderhead — Son of Flicka — Нелл МакЛафлин
- 1945 — Интриги Сьюзен / The Affairs of Susan — Мона Кент
- 1945 — Беспутные девяностые / The Naughty Nineties — Бонита Фэрроу
- 1945 — Простите за прошлое / Pardon My Past — Мери Пембертон
- 1947 — Идеальный брак / The Perfect Marriage — Мэйбел Мэннинг
- 1947 — Парень из Мичигана / The Michigan Kid — Сью Доусон
- 1947 — Мне не поверят / They Won’t Believe Me — Гретта
- 1948 — Спи, моя любовь / Sleep, My Love — Барби
- 1948 — Большие часы / The Big Clock — Полин Йорк
- 1948 — Невинный роман / An Innocent Affair — Ив Лоуренс
- 1948 — Семейный медовый месяц / Family Honeymoon — Мина Фенстер
- 1950 — Второе лицо / The Second Face — Клэр Элвуд
- 1952 — Отскок / Rebound (телесериал, 1 эпизод)
- 1952 — Мистер и миссис Норт / Mr. & Mrs. North (телесериал, 1 эпизод)
- 1954 — Видеотеатр «Люкс» / Lux Video Theatre (телесериал, 1 эпизод)
- 1955 — Приключения Оззи и Харриет / The Adventures of Ozzie & Harriet (телесериал, 1 эпизод)
- 1955 — Человек со значком / The Man Behind the Badge (телесериал, 1 эпизод)
- 1954 — Кристоферы / The Christophers (телесериал, 1 эпизод)
- 1954 — Твоя любимая история / Your Favorite Story (телесериал, 1 эпизод)
- 1954 — Здесь спала Сьюзен / Susan Slept Here — доктор Роули, психиатр Харви
- 1954 — Одинокий волк / The Lone Wolf (телесериал, 1 эпизод)
- 1956 — Больница скорой помощи / Emergency Hospital — старшая медсестра Норма Маллин
- 1957 — Отдать всё, что у меня есть / All Mine to Give — Кэти Тайлер